# John V. McClusky
| 13389 Stacey         | 10 gennaio 1999  |
| 27267 Wiberg         | 28 dicembre 1999 |
| 47044 Mcpainter      | 16 novembre 1998 |
| 114094 Irvpatterson  | 6 novembre 2002  |
| 114096 Haroldbier    | 8 novembre 2002  |
| 126444 Wylie         | 7 febbraio 2002  |
| 126445 Prestonreeves | 7 febbraio 2002  |

John V. McClusky (...) è un astronomo statunitense.
Il Minor Planet Center gli accredita la scoperta di centocinquantadue asteroidi, effettuate tra il 1998 e il 2005.